# Duke Reid
Arthur „Duke“ Reid, CD (* 14. Mai 1923 in Fair Prospect; † 26. September 1975 in Kingston) war ein jamaikanischer Musikproduzent, DJ und Eigentümer des einflussreichen Plattenlabels Treasure Isle.
In den 1950er-Jahren betrieb er mit Duke Reid the Trojan eines der damals auf Jamaika sehr populären Soundsystems, bei denen die Ausstattung auf der Ladefläche eines LKW von Ort zu Ort gefahren wurde. In den 1960er-Jahren gründete er das nach seinem Spirituosenladen benannte Plattenlabel Treasure Island. Hier produzierte Reid hauptsächlich Ska und Rocksteady. Bis in die frühen 1970er-Jahre war er sehr aktiv und arbeitete oft mit dem legendären Toaster U-Roy. Er starb im September 1975 nach einer schweren Krankheit, an der er etwa ein Jahr gelitten hatte.

## Biografie
Nach zehnjähriger Tätigkeit als jamaikanischer Polizeibeamter quittierte er den Dienst, um gemeinsam mit seiner Frau den bereits bestehenden Spirituosenladen The Treasure Isle Grocery and Liquor Store zu betreiben.
Ins Musikgeschäft stieg Reid ein, indem er zuerst ein Soundsystem gründete und damit von Ort zu Ort zog. Schon bald war er auch Promoter und DJ. Kurze Zeit später war er ebenfalls Sponsor und Moderator einer Radiosendung namens Treasure Isle Time. Im Innersten ein Liebhaber des Jazz und Blues wählte Duke My Mother’s Eyes von Tab Smith als die Titelmusik seiner Radiosendung. Einer seiner Lieblingskünstler war Fats Domino, dessen Einfluss auf Duke Reids frühe Werke unverkennbar ist.
Frühe Musikproduktionen Reids wurden noch in den Studios anderer aufgenommen, aber als der immer noch betriebene Spirituosenladen von der kingstoner Pink Lane in die Bond Street umzog, richtete Reid sich ein eigenes Studio über dem Laden ein. Er wurde Eigentümer einer Reihe von Plattenlabels, von denen Treasure Isle und das Sublabel Dutchess am bekanntesten waren. Einen Großteil seines Einkommens erzielte er durch Verträge mit verschiedenen britischen Firmen, von denen einige spezielle Duke-Reid-Labels produzierten.
Er dominierte die jamaikanische Musikszene der 60er-Jahre, wobei er auf Ska und Rocksteady spezialisiert war. Trotzdem war auch seine Liebe zum amerikanischen Jazz, Blues und Soul immer erkennbar. Anfang der 70er-Jahre führten Reids angeschlagene Gesundheit und der Trend hin zum durch die Rastafari-Bewegung beeinflussten Roots-Reggae zu einem spürbaren Rückgang der Veröffentlichungen durch Treasure Isle. Reid blieb weiterhin hauptsächlich dadurch bekannt, dass er die Toastings verschiedener Deejays, vor allem jene von U-Roy und Dennis Alcapone, aber auch solche Kuriositäten wie Cynthia Richards’ Aily-I herausbrachte.
Etwa zur selben Zeit bemerkte Reids Schützling Justin Hinds, dass sein Protegé gesundheitlich angeschlagen war, und rief einen Arzt. Dieser diagnostizierte Krebs und Reid entschloss sich dazu, sein Plattenlabel an Sonia Pottinger, die Witwe seines verstorbenen Freundes Lenford „Lennie the King“ Pottinger, die bereits eine etablierte Musikproduzentin war, zu verkaufen. Bis zu seinem Tod arbeitete er als Magistrat.

## Ehrungen
Im Oktober 2007 wurde Reid posthum der Order of Distinction im Rang eines Commanders (CD) verliehen.

## Diskografie (Auswahl)
- Various Artists – Gems from Treasure Isle – 1966–1968 – Trojan Records (1982)
- Various Artists – Ba Ba Boom Duke Reid – 1967–1972 – Trojan (1994)
- Various Artists – Soul To Soul DJ's Choice – 1973 – Trojan (1995)
- Various Artists – Duke Reid's Treasure Chest – Heartbeat Records (1992)
- Various Artists – Treasure Isle Dub Vol 01
- Various Artists – Version Affair Vol 01 – Lagoon (1992)
- Various Artists – Version Affair Vol 02 – Lagoon (1993)
- Various Artists – Sir Coxsone & Duke Reid In Concert At Forresters Hall – Studio One[7]